# Louis Rémy Sabattier
Louis Sabattier, né le 23 mai 1863 à Annonay et mort le 15 mars 1935 à Nice, est un artiste français.
Il est connu pour sa collaboration au magazine l'Illustration de 1895 à 1930.

## Biographie
En 1878, il intègre l'École des beaux-arts de Saint-Étienne.
Il s’installe à Paris pour travailler dans l'atelier de Jean-Léon Gérôme puis de Gustave Boulanger. Il étudie auprès de Gustave Boulanger à l'académie Julian à Paris.
Louis Sabattier commence par la création de panoramas, spécialement à Rezonville et à Reichshoffen.
Il devient membre de la Société des artistes français en 1890.
Ses premiers croquis de la vie parisienne paraissent dans L’Illustration en 1895. Pour ce journal, il voyage au Tonkin, en Russie, en Abyssinie, puis au Maroc avec le maréchal Hubert Lyautey.
En 1912, il achève un long voyage en Chine, visitant Shanghai, Tianjin et Pékin.
Il est particulièrement noté pour la fidélité exemplaire de ses représentations d’autos et d’avions, dont elle retrace l’évolution. Fidèle du pesage et de toutes les grandes manifestations d’élégance de son temps, ses représentations de toilettes peuvent être considérées de même.
Mort oublié, la femme du dramaturge Eugène Brieux, auquel l’unissait une amitié profonde, a demandé à sa veuve qu’il soit inhumé aux côtés de ce dernier, dans le caveau que celui-ci s’était fait creuser sur les hauteurs du cimetière de Cannes.

## Illustrations

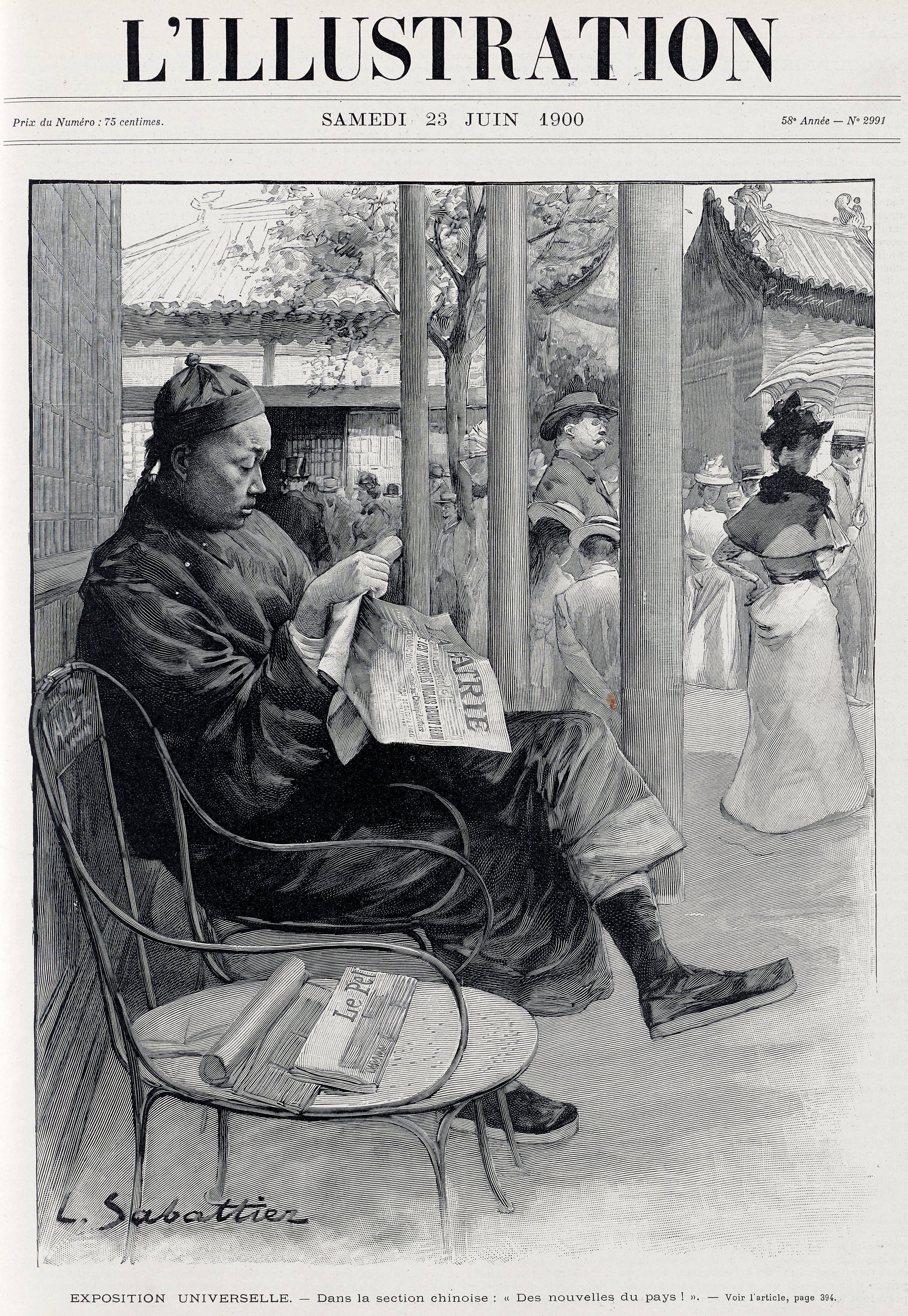
Exposition Universelle - Dans la section chinoise (1900)
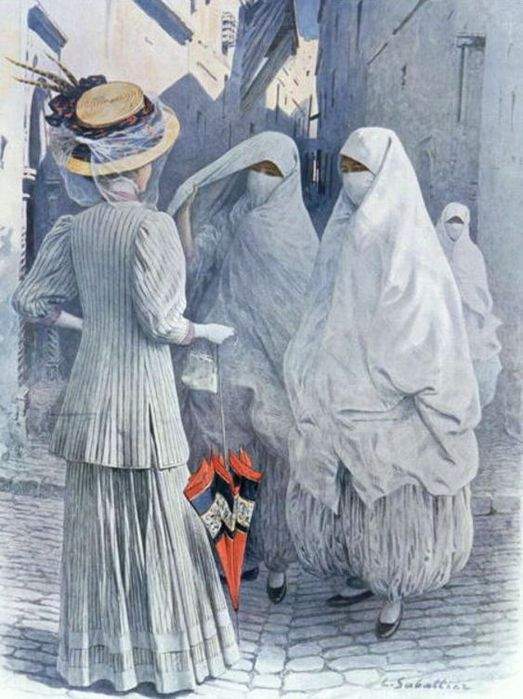
Européenne en Algérie (1910)
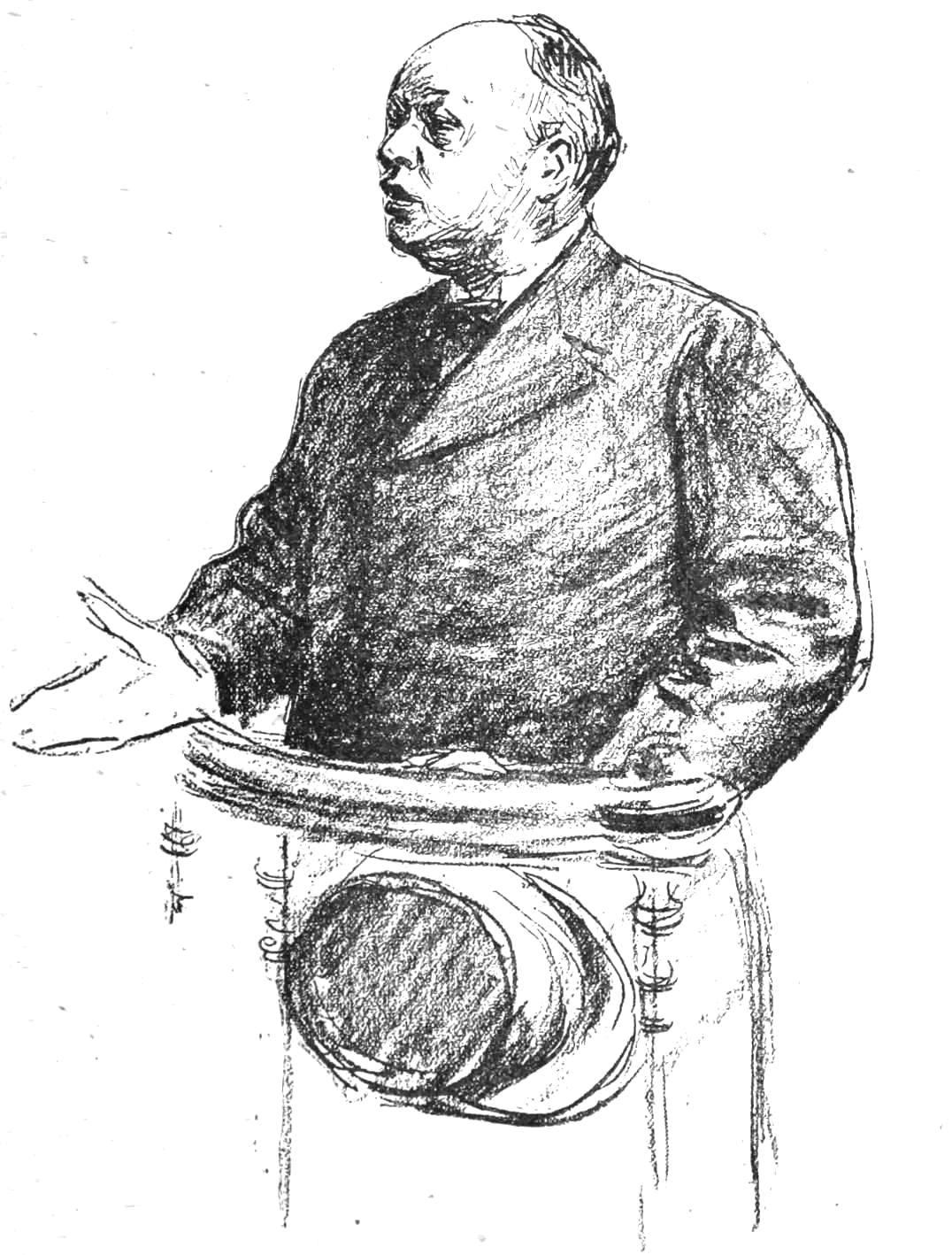
Thévenet (6e audience du procès d’Émile Zola - 1898)
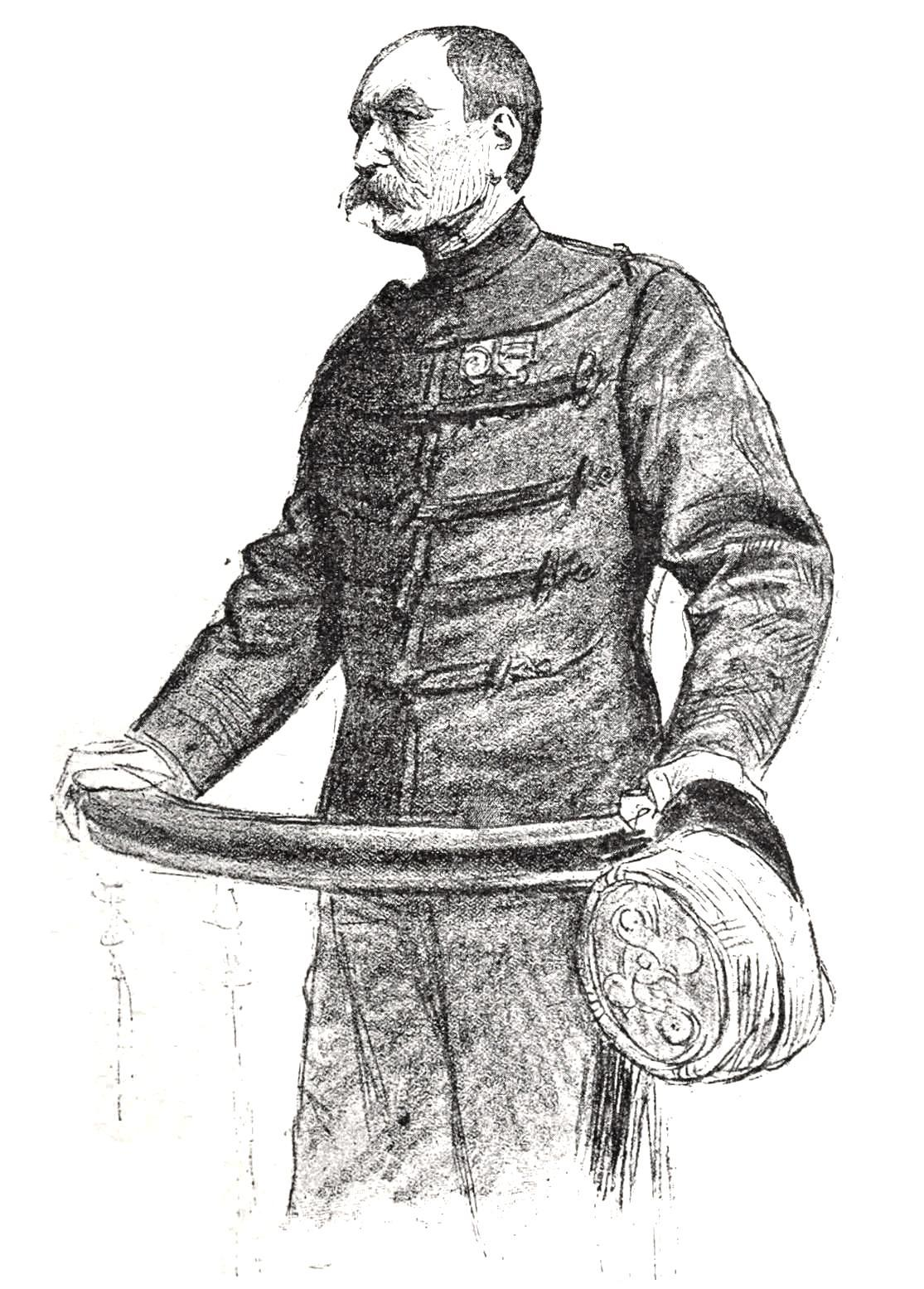
Le général de brigade Georges-Gabriel de Pellieux (7e audience du procès d’Émile Zola - 1898)
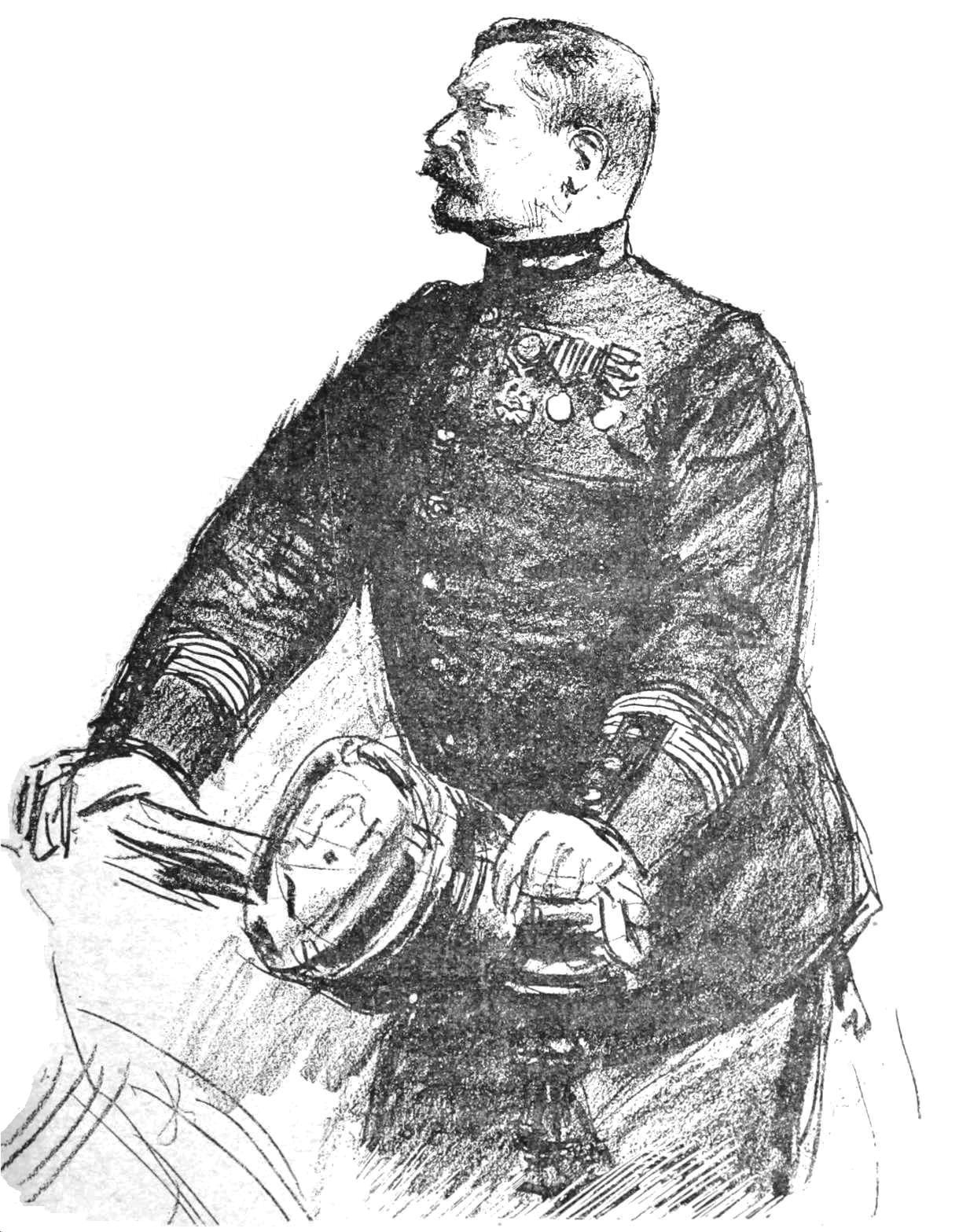
Le lieutenant-colonel Hubert Henry (10e audience du procès d’Émile Zola - 1898)
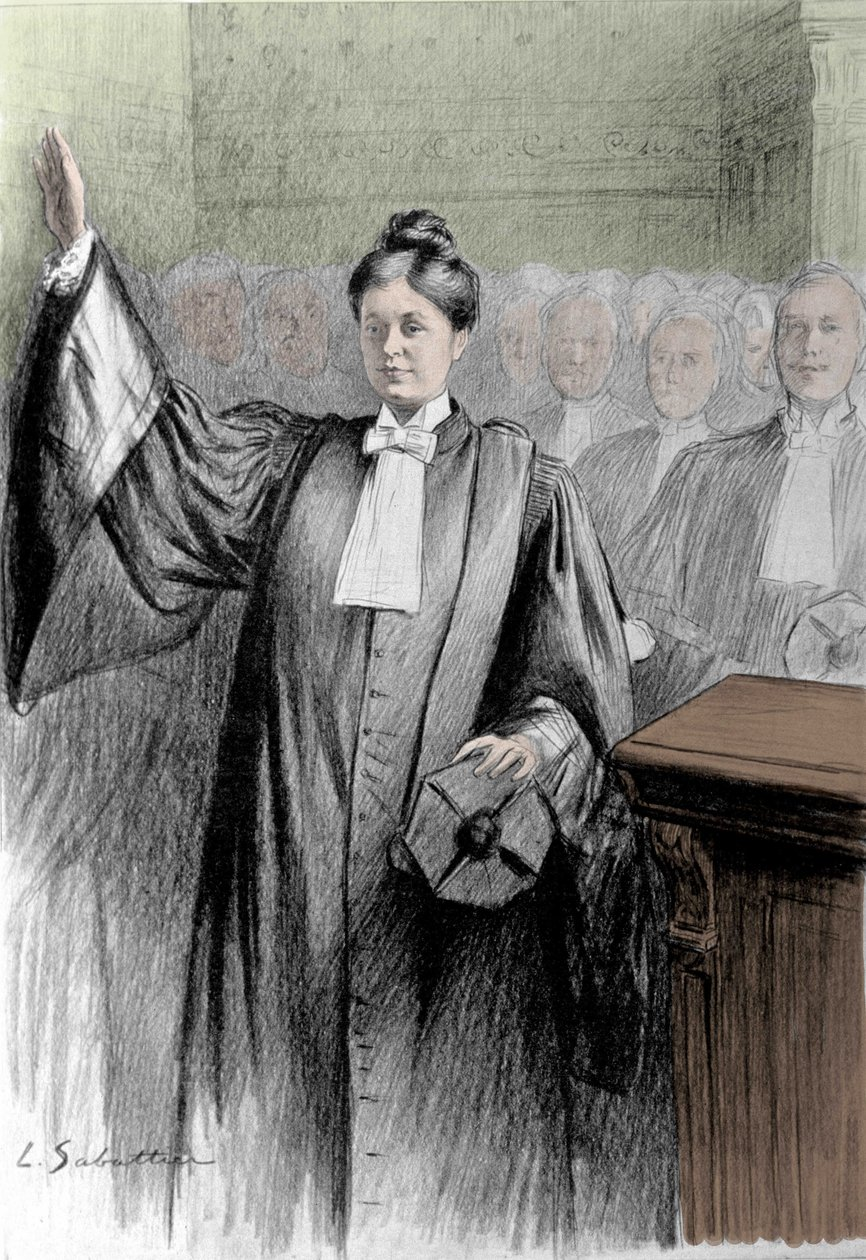
Jeanne Chauvin, deuxième femme en France à prêter le serment d'avocate (décembre 1900)
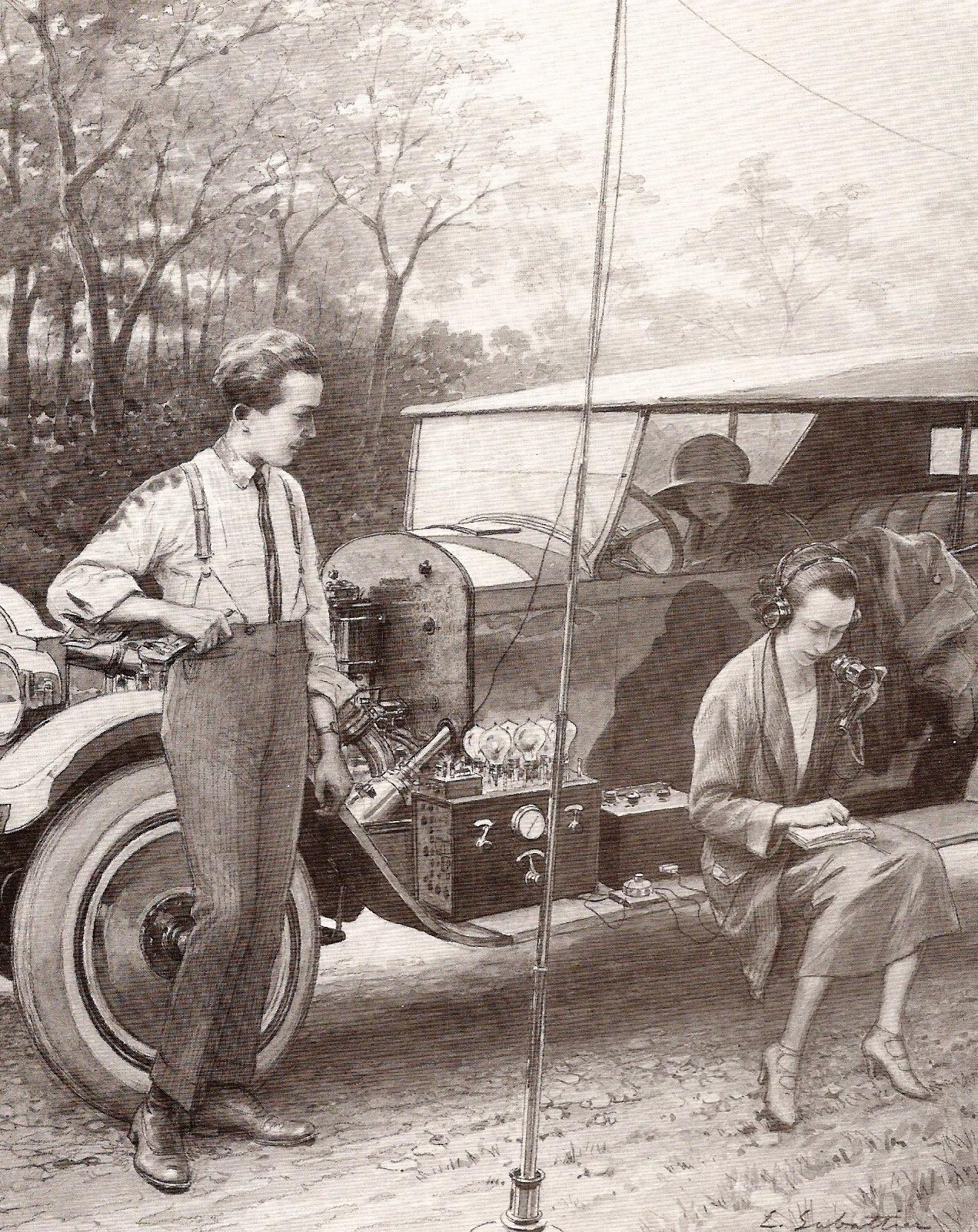
Émetteur/récepteur radio pour obtenir les conseils d'un mécanicien en cas de panne (1923)
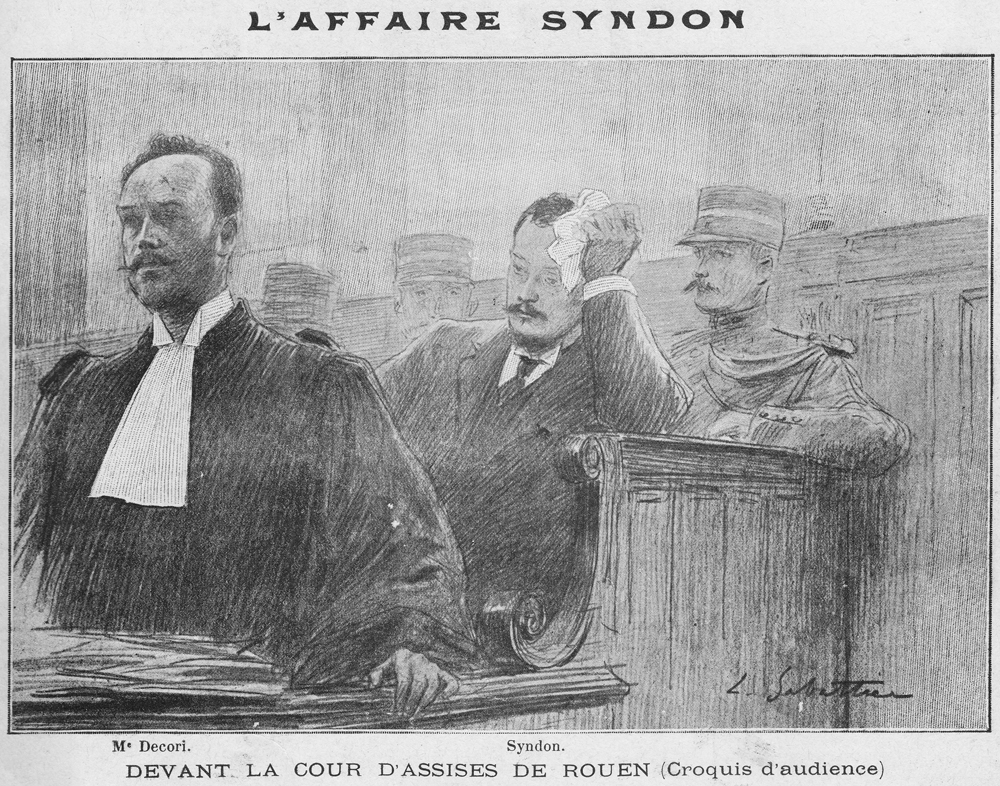
Le procès de Jean Syndon paru dans Les Nouvelles illustrées.
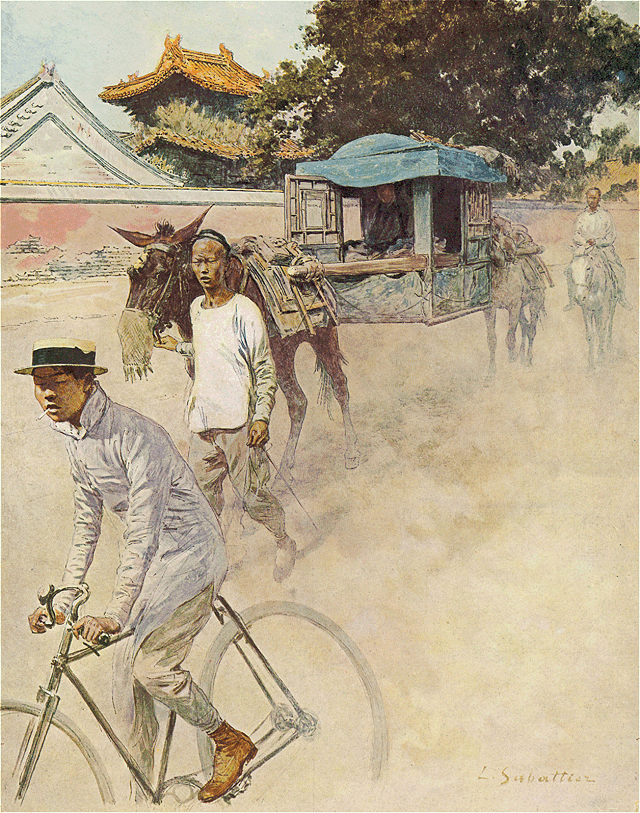
Palanquin et bicyclette à Pékin.
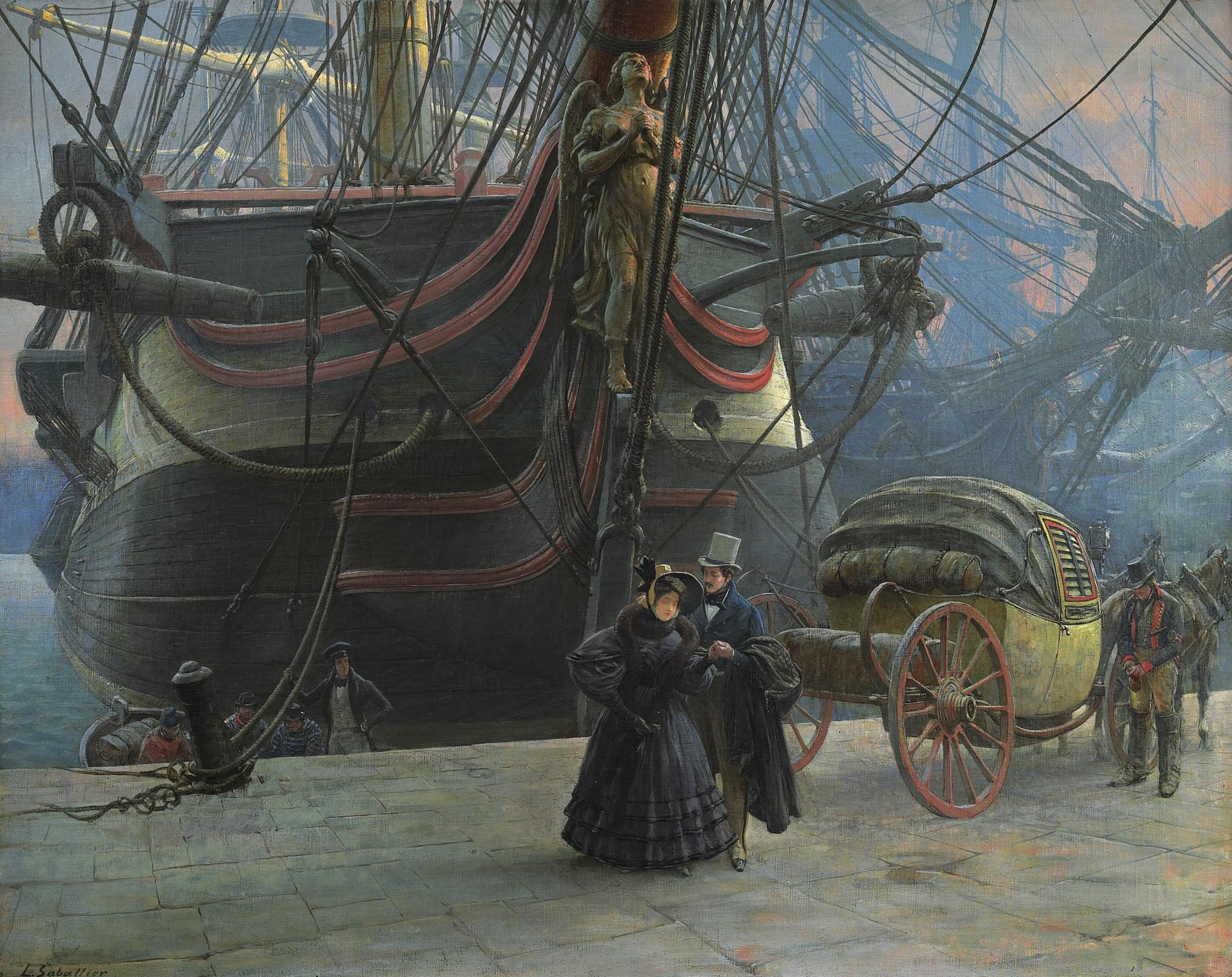
Le Départ.